# Bom Jesus do Oeste
Bom Jesus do Oeste is een gemeente in de Braziliaanse deelstaat Santa Catarina. De gemeente telt 2.065 inwoners (schatting 2009).

## Aangrenzende gemeenten
De gemeente grenst aan Maravilha, Modelo, Saltinho, Santa Terezinha do Progresso, Serra Alta en Tigrinhos.